# ماریا النا
ماریا النا (به اسپانیایی: María Elena) یک شهرستان در شیلی است که در استان توکوپیا واقع شده‌است. ماریا النا ۱۲٬۱۹۷٫۲ کیلومتر مربع مساحت و ۴٬۵۴۳ نفر جمعیت دارد و ۱٬۱۵۵ متر بالاتر از سطح دریا واقع شده‌است.